# Bragg's New Suit
Bragg's New Suit è un cortometraggio muto del 1913 scritto e diretto da Charles M. Seay.

## Trama
Il nuovo abito di Bragg in realtà non è suo, ma gli è stato imprestato da un irlandese che, dopo averlo spinto in un fossato, ha cercato di rimediare dandogli il suo miglior vestito. Al club, Bragg racconta invece una storia diversa e molto più intrigante, per venire poi sbugiardato dal vero proprietario del vestito.

## Produzione
Il film fu prodotto dalla Edison Company.

## Distribuzione
Distribuito dalla General Film Company, il film - un cortometraggio di 209 metri - uscì nelle sale cinematografiche degli Stati Uniti il 21 maggio 1913. Nelle proiezioni, veniva programmato con il sistema dello split reel, accorpato in un'unica bobina con un altro cortometraggio prodotto dalla Edison, il documentario Glimpses of Colorado in Winter.